# Grammitis phlegmaria
Grammitis phlegmaria là một loài dương xỉ trong họ Polypodiaceae. Loài này được J. Sm. Proctor mô tả khoa học đầu tiên năm 1966.